# Telmatobius vilamensis
Telmatobius vilamensis là một loài ếch thuộc họ Leptodactylidae.
Loài này có ở Chile và có thể cả Bolivia.
Môi trường sống tự nhiên của chúng là sông ngòi.